# Størjepollholmen
Størjepollholmen est une île norvégienne du comté de Hordaland appartenant administrativement à Os.

## Description
Rocheuse et couverte d'arbres, elle s'étend sur environ 350 m de longueur pour une largeur approximative de 116 m. 
Elle compte deux habitations. 